# 弗丹特 (加利福尼亞州)
弗丹特（英語：Verdant）是位於美國加利福尼亞州因皮里爾縣的一個非建制地區。該地的面積和人口皆未知。

## 地理
弗丹特的座標為33°07′03″N 115°33′32″W / 33.11750°N 115.55889°W，而該地的平均海拔高度為-60米（即-197英尺）。